# Erik Ole Olsen
Erik Ole Olsen (16. juli 1921 i København – 12. maj 2000) var en dansk filmfotograf, filminstruktør, manuskriptforfatter og biografdirektør.

## Tidlig karriere og uddannelse
Erik Ole Olsen var søn af Einar Olsen (cheffotograf for Palladium). Han startede sin uddannelse i filmselskabet Palladium, hvor han i ti år arbejdede som fotograf for adskillige selvstændige filmprojekter. Derefter arbejdede han i to år som instruktør og fotograf ved Minerva Film. Erik Ole arbejdede både i Danmark og USA. Fra 1954 til 1966 var Erik Ole programsekretær og leder af fjernsynets filmsektion. Fra 1966 var han bevillingshaver til Birkerød Biograf.

## Film
- Et nyt Grønland (Greenland, Denmark in the Arctic). Dokumentarfilm. 1954, instruktør og manuskript.
- Hastighed under ansvar. Dokumentarfilm. 1953, instruktør og manuskript.
- Vandet paa Landet (Instrueret af Carl Th. Dreyer. 1946, kameraoperatør.